# ABHD14B
ABHD14B (англ. Abhydrolase domain containing 14B) – білок, який кодується однойменним геном, розташованим у людей на 3-й хромосомі. Довжина поліпептидного ланцюга білка становить 210 амінокислот, а молекулярна маса — 22 346.
| 10         |  | 20         |  | 30         |  | 40         |  | 50         |
| ---------- |  | ---------- |  | ---------- |  | ---------- |  | ---------- |
| MAASVEQREG |  | TIQVQGQALF |  | FREALPGSGQ |  | ARFSVLLLHG |  | IRFSSETWQN |
| LGTLHRLAQA |  | GYRAVAIDLP |  | GLGHSKEAAA |  | PAPIGELAPG |  | SFLAAVVDAL |
| ELGPPVVISP |  | SLSGMYSLPF |  | LTAPGSQLPG |  | FVPVAPICTD |  | KINAANYASV |
| KTPALIVYGD |  | QDPMGQTSFE |  | HLKQLPNHRV |  | LIMKGAGHPC |  | YLDKPEEWHT |
| GLLDFLQGLQ |  |            |  |            |  |            |  |            |

A: Аланін

C: Цистеїн

D: Аспарагінова кислота

E: Глутамінова кислота

F: Фенілаланін

G: Гліцин

H: Гістидин

I: Ізолейцин

K: Лізин

L: Лейцин

M: Метіонін

N: Аспарагін

P: Пролін

Q: Глутамін

R: Аргінін

S: Серин

T: Треонін

V: Валін

W: Триптофан

Кодований геном білок за функціями належить до гідролаз, фосфопротеїнів. 
Задіяний у таких біологічних процесах, як ацетилювання, альтернативний сплайсинг. 
Локалізований у цитоплазмі, ядрі.